# Henrik Piper (död 1704)
Henrik Piper, född på 1640-talet, död 5 april 1704, var en svensk ståthållare. 

## Biografi
Henrik Piper föddes på 1640-talet. Han var son till borgmästaren Henrik Piper och Catharina Andeflycht. Piper blev 1665 kammarskrivare i Räkningskammarens generalbokhålleri och 1667 volontär vid Svenska gardet i Bremen. Han blev 1669 kamrer åt drottning Kristinas underhållsländer och inkomster i Sverige. Piper blev 1 mars 1678 ståthållare över Ingermanland och adlades Piper 3 mars 1678. Han blev 6 maj 1682 vice guvernör i Ingermanland och avled 1704. Sonen Gustaf Abraham Piper introducerade ätten 1752 i Sveriges Riddarhus som nummer 1899.

### Familj
Piper gifte sig första gången 21 januari 1670 i Sankt Nikolai församling, Stockholm med Elisabet Lohe. De fick tillsammans barnen majoren Carl Piper (1672–1708) i Smålands kavalleriregemente och Catharina Elisabet Piper (död 1711) som var gift med översten Carl Björnberg. Han gifte sig andra gången med Hedvig Cronström (1660–1699), som var dotter till kammarrådet Isak Cronström och Christina Hanssén. De fick tillsammans barnen Otto Piper, Mauritz Piper, Christina Piper, ryttmästaren Isak Piper vid Smålands kavalleriregemente, kornetten Erik Piper (1688–1754) vid Smålands kavalleriregemente, generalmajoren och landshövdingen Gustaf Abraham Piper (1692–1761), Christina Piper (1696–1769) som var gift med överstelöjtnanten och kommendaten Christoffer Christoffersson Bure och Holger Andersson Rosenkrantz, Hedvig Piper (1697–1764) som var gift med överstelöjtnanten Lars Östner, Beata Piper (1699–1752) som var gift med presidenten Johan Julius Vult von Steijern och Henrik Piper (född 1699).